# دانتا دي كادوري
دانتا دي كادوري (بالإيطالية: Danta di Cadore)‏ هي بلدية في مقاطعة بلونة في منطقة فنيتة الإيطالية، وتقع على بعد 130 كيلومترًا (81 ميلًا) شمال مدينة البندقية، و50 كيلومترًا (31 ميلًا) شمال شرق بلونة.